# Políticas de la memoria
Las políticas de la memoria son los medios políticos por los cuales los eventos son recordados y grabados, o descartados. La terminología alude al rol de la política en la formación de la memoria colectiva y en cómo los recuerdos pueden diferir notablemente de la verdad objetiva de los eventos tal y como sucedieron. La influencia de la política en la memoria se observa en la manera en que la historia es escrita y transmitida.  
Los recuerdos son influidos por fuerzas políticas y culturales; donde a partir de celebraciones, actos y marchas, se intenta mantener vivo el hecho recordado. Las políticas de los gobiernos y las reglas sociales, como la cultura popular y las normas sociales, influyen la forma en que los eventos son recordados. Por ejemplo, el Canciller alemán Helmut Kohl estableció las políticas de la memoria para la generación nacida después de la Segunda Guerra Mundial. Sus políticas reflejaban la creencia de que no existía razón para continuar con la culpa del pasado, y que había llegado el momento de dejar atrás las experiencias históricas negativas. Esto también se ha relacionado con la construcción de identidad.

## Chipre
Ambos lados en el conflicto de Chipre mantienen memorias extensamente diferentes y contrastantes sobre los eventos que dividieron la isla. El término de memoria selectiva es aplicado por los psicólogos a las personas que sufren una lesión en la cabeza y que conservan algunos recuerdos, pero tienen amnesia sobre otros. Un trauma societal, como la guerra, parece tener un efecto similar. Los recuerdos que tienen la forma de un fenómeno común para diversos países traumatizados por la guerra y la represión, pueden ser recordados de formas radicalmente diferentes por las personas que experimentaron eventos similares.   
La selectividad también puede servir a propósitos políticos, por ejemplo para justificar las exigencias de un grupo por encima de un grupo competidor y/u opositor. Chipre es un caso conmovedor de este fenómeno. El antiguo conflicto en la isla refleja las raíces "patrióticas" profundas de los pueblos Grecochipiotra y Turcochipiotra.

## Croacia
Lauren A. Rivera (Universidad de Harvard) estudia cómo los Estados "gestionan" eventos que "dañan su reputación dentro del escenario mundial". Rivera decidió dirigir un estudio sobre el Estado de Croacia para determinar cómo el gobierno representó a su país en las audiencias internacionales después de las guerras de secesión de Yugoslavia. Se planteó que el principal catalizador de este cambio en la opinión internacional se debió a la reformulación cultural. Este estudio empírico incluye un análisis textual sobre los folletos de viaje impresos por el Gobierno croata (estudio 1), entrevistas con 34 profesionales del turismo del gobierno croata (estudio 2), y observaciones de las atracciones populares durante el pico de la temporada turística en Croacia (estudio 3). Los estudios 1 y 3 concluyen que la nueva identidad cultural de la nación establece paralelos con sociedades occidentales mientras que se crean " fuertes límites simbólicos entre Croacia y sus vecinos del Este" (Rivera). Profesionales del turismo explican este cambio en la cultura como un intento para hacer parecer a Croacia un país más estable para la inversión y el turismo Occidental.

## Alemania
Las acciones de Hitler y los programas de limpieza étnica durante la Segunda Guerra Mundial fueron condenados extensamente, especialmente en el mundo Occidental del que Alemania forma parte, el país enfrentó una especie de crisis de identidad para llegar a un acuerdo sobre sus "fechorías" o viniendo más allá de Schandenfreude. Muchos condenaron el pasado y la necesidad de controlar el aumento de la extrema derecha (las leyes electorales alemanas impiden el progreso de la extrema derecha en oposición a Austria debido a la necesidad de conseguir al menos el 5% de los votos para obtener el apoyo del Estado para las próximas elecciones y continuar creciendo (en Austria el umbral es de solo el 4%)). A este respecto, momentos como el primer día oficial de Conmemoración de las víctimas del Nacional Socialismo, el 20 de enero de 1996, llevó al presidente alemán Roman Herzog en su discurso al Parlamento alemán a destacar que "la memoria nos da fuerza, ya que ayuda a evitar que vayamos por mal camino".
Las políticas de la memoria (Geschichtspolitik) han ocupado un lugar central en su auto comprensión. De la misma manera, pero algo contrario, Schroeder trató de ir más allá de esto al decir que la generación que cometió tales actos había pasado y que la nueva generación no tiene la misma culpa, ellos simplemente no estuvieron ahí para ser responsables. [cita requerida] En igual medida y a pesar de las protestas, se cumplió un intento por construir un memorial del holocausto como un monumento nacional para las víctimas de los conflictos pasados. 
El lugar para el monumento fue una exprisión durante la Segunda Guerra Mundial y un monumento durante la era Nazi. Una estatua que retrata a una madre en duelo por un hijo muerto fue resucitada con una inscripción en donde se lee "Por las víctimas de la guerra y de la tiranía". Esto, sin embargo, conoció las críticas, con los críticos diciendo que el lugar era inapropiado, y que la estatua fallaba al retratar el horror que los alemanes infligieron en sus propios ciudadanos y en los extranjeros, mientras que la inscripción fallaba al diferenciar las víctimas de los perpetradores, como consecuencia de la crisis de identidad mencionada anteriormente.
Esto también se empalmó con otra exposición sobre los alemanes que fueron forzados a emigrar después de la guerra. Lo cual ha generado un conflicto diplomático entre Alemania y sus vecinos orientales -especialmente Polonia- ya que los organizadores de la exhibición pidieron a Polonia pagar una compensación a los antiguos propietarios alemanes de propiedad polaca, e incluso oponerse a la integración de Polonia a la Unión Europea. El conflicto histórico entre Alemania y Polonia, y las razones detrás del cambio de paradigma de culpable a víctima en la visión alemana de su propia historia, entra en conflicto con la perdurable y completamente diferente memoria de Polonia sobre la ocupación alemana.
Otro efecto de las políticas de la memoria en Alemania fue alterar las leyes ciudadanas, cambiando de una filosofía de derecho de sangre (jus sanguinis) a una filosofía de derecho de suelo (ius soli), en reconocimiento de las nuevas dinámicas en Alemania. Como resultado de una política migratoria abierta en marcado contraste con los principios de Hitler pertenecientes a "Aria primero".   
Esto también resultó en la renuencia de expandir el ejército alemán de medidas únicamente defensivas a incluso, uno de mantenimiento de la paz, sin mencionar el uso del ejército en medidas agresivas o preventivas.

## Bloque Soviético: Políticas de la historia
Aunque esto no ha recibido una cobertura considerable, existen estudios para decir que las represiones del Bloque Soviético y las consiguientes "repercusiones traumáticas" merecen la misma mención como la de después de la Segunda Guerra Mundial, la cual ha sido institucionalizada.

## Uruguay
Durante el periodo de 1972 a 1984, Uruguay tenía el porcentaje más alto de presos políticos en el mundo: uno de cada cincuenta ciudadanos fue detenido, y más de seis mil fueron retenidos por un largo periodo en calidad de prisioneros políticos (a pesar de su pequeña población que apenas alcanza los tres millones de habitantes). Un número desproporcionado, una décima parte del total de la población, o un estimado de trescientos mil, fueron obligados a abandonar el país entre 1972 y 1984. Más de doscientos uruguayos desaparecieron sin dejar rastro. A pesar de la profunda influencia de estos crímenes en el tejido cultural, político, económico y social de Uruguay de finales de los 60´s hasta la década de los 90´s, la élite impulsó, durante 1985 a 2000, políticas que negaron los abusos y silenciaron el debate público en nombre de la reconciliación. Como consecuencia de la dictadura, el primer régimen de transición (1985-1986) diseñó políticas de olvido dirigido a la amnesia social, impunidad institucional y a la negación.

## Memoriales
Los memoriales mantienen con vida los recuerdos del conflicto, al igual que el traslado de un lugar a otro de los monumentos, muchas veces con fines políticos, por el ejemplo el traslado lituano de una estatua de la era Soviética del centro de la ciudad capital a un cementerio, lo que provocó una reacción adversa por parte de Rusia.[cita requerida]
De la misma manera, las conmemoraciones de la guerra que se llevan a cabo en lugares como Bosnia, en donde se realizó un concierto en el 20 aniversario de la Guerra de Bosnia

## Eficacia y relatividad moral
Si bien los ejemplos alemanes de relativismo moral han dado lugar a un fascismo político, otros han cuestionado si las políticas de la memoria son buenas. ¿Es que "aquellos que no recuerdan su pasado, están condenados a repetirlos"? En el pasado, en gran medida la literatura ha comprobado que esto es así. 
Las comisiones de la verdad y los esfuerzos de ciudades devastadas por "hacer las pases" con su pasado han motivado a varios escritores, activistas de los derechos humanos, abogados, teóricos políticos, psicoanalistas, periodistas, historiadores y filósofos a argumentar qué "el olvido es igual a la impunidad, [mientras que] la impunidad es moralmente escandalosa y políticamente peligrosa". También se argumentó que olvidar es malo, sin embargo no se puede comprobar que la memoria sea buena. Se decía que la memoria, como todo, se puede utilizar torpemente o con poca inteligencia, o incluso utilizarse con fines falsos o de mala fe.
W. G. Sebald ve el extremo opuesto de la determinación convencional en el que muestra que la amnesia alemana alrededor de los bombardeos de alfombra de los aliados a 131 ciudades y pueblos alemanes, convirtieron muchas ciudades alemanas en vastas necrópolis, y dio lugar a aproximadamente 600,000 muertes, principalmente civiles, con millones de refugiados internos. También se dijo,[¿quién?] sin embargo, que la políticas de la memoria podrían contribuir a la formación de estrategias para lograr la reconciliación en situaciones de posconflicto. Esto puede ser utilizado por activistas, analistas políticos y académicos para hacer frente a los paradigmas existentes con el fin de lograr algo parecido a la justicia y a la reconciliación como consecuencia de un profundo conflicto interno.[cita requerida]

## En la literatura
La historia inicial de Mila Kundera en el libro Book of Laughter and Forgetting trata sobre un oficial checo posando con otros oficiales para una fotografía en el invierno. El oficial da su sombrero de piel a su superior para que este cubra su cabeza calva y es tomada la fotografía. Más tarde, cuando él cae en desgracia, es denunciando y eliminado de todos los registros y documentos oficiales, incluso se le borra de las fotografías; lo único que queda de él, es su sombrero de piel.
Se asume que Winston Churchill dijo que "la historia se escribe por los vencedores". Sin embargo la exactitud y la importancia de esta declaración aun se discute.